# Le Diable bat sa femme et marie sa fille
Le Diable bat sa femme et marie sa fille (titre original : Veri az ördög a feleségét) est un film hongrois, réalisé par Ferenc András et sorti en 1977.

## Synopsis
Le ciel est bleu, le soleil flamboie. On est le 20 août, jour de la Saint-Étienne, fête nationale hongroise. Dans beaucoup de communes rurales, les festivités coïncident aussi avec la fête du village. Le film relate la journée d'une famille, les Kajtár. Ceux-ci se préparent à accueillir dignement le patron de Jolán, la sœur du père Kajtár. Tout s'annonce merveilleusement bien : le directeur est accompagné de son épouse et de sa fille, l'accueil est joyeux, les présentations excellentes. Mais le patron a l'estomac fragile et le repas, plutôt copieux, ne lui sied guère. De plus, un orage véhément éclate lors de la visite traditionnelle au cimetière. Tout le monde accourt et l'atmosphère finit par se gâter. Sous une pluie diluvienne, la somptueuse berline du patron s'éloigne à grande vitesse vers la capitale... 

## Fiche technique
- Titre original : Veri az ördög a feleségét
- Titre français : Le Diable bat sa femme et marie sa fille
- Réalisation : Ferenc András
- Scénario : Géza Bereményi, F. András, Ákos Kertész
- Photographie : Lajos Koltai, Eastmancolor
- Production : Studio Hunnia
- Durée : 103 minutes
- Pays d'origine :  Hongrie
- Année de réalisation : 1977
- Genre : Comédie satirique

## Distribution
- Lajos Szabó : István Kajtár
- Imre Sarlai : le grand-père
- Erzsi Pásztor : Mme Kajtár
- Zoltán Biró : leur fils
- Ildikó Pécsi : Jolán (sœur de Kajtár)
- Anatol Konstantin : Vetro, le patron